# Orosei
Orosei ist eine italienische Gemeinde in der Provinz Nuoro auf Sardinien mit 6833 Einwohnern (Stand 31. Dezember 2023).

## Geografie und Verkehr
Orosei liegt an der SS 125 „Orientale Sarda“, der Küstenstraße, die Olbia mit Cagliari verbindet. Nach Bau der vierspurigen SS 131 hat die SS 125 ihre Bedeutung weitgehend verloren, was dem Ort zugutekommt. Er liegt im Mündungsdelta des Cedrino, an der Ostküste Sardiniens, ungefähr 3 km vom Meer. Nach erfolgreicher Ausrottung der Malaria und Regulierung des Flusses entwickelte sich Orosei ab 1950 rasch. 1931 lebten in Orosei etwa 2500, um 1970 aber schon über 4000 Menschen.

## Geschichte
Der Bereich um Orosei war, wie einige Domus de Janas bezeugen bereits in der Jungsteinzeit (4000–3000 v. Chr.) besiedelt. Dass das Gebiet auch zur Zeit der bronzezeitlichen Nuraghenkultur bewohnt war, belegen die Nuraghen „Nurache ’e Portu“, „Nuraghe Gulunie“ und „Rampinu“ und das Brunnenheiligtum Sa Linnarta.
Es ließen sich keine Spuren einer Anwesenheit von Phöniziern, Puniern, Etruskern, Römern, Vandalen und Byzantinern um Orosei finden, aber Orosei bestand in römischer Zeit unter dem Namen „Fanum Orisi“. Vermutlich haben bereits Schiffe der Etrusker vor Posada angelegt, um Tauschhandel mit den Bewohnern des Cedrino-Tals zu betreiben. Gegen Ende des 10. Jahrhunderts gehört Orosei zum Judikat Gallura. 1017 befreite eine pisanische Flotte die kurz zuvor von den Arabern besetzte Insel. Erste Dokumente, die die Existenz Oroseis (in den Quellen Orixi, Orisei, Ursey oder Urisè genannt) nachweisen, gehen auf das Jahr 1173 zurück. 1326 hielten die Spanier des Hauses Aragon Einzug in Orosei und führten die Feudalherrschaft ein. Bis zu ihrer Abschaffung im Jahr 1846 gehörte Orosei zur „Baronia di Galtellì y Encontrada de Orosei“.
Im Jahre 1448 wurde das Gebiet vom Baron Salvatore Guiso aufgekauft. Vom 16. bis 18. Jahrhundert kam es immer wieder zu Überfällen von Seeräubern. Im Jahre 1549 zerstörten muslimische Seeräuber Orosei fast völlig. Von 1746 bis 1782 währte die Blütezeit der Hafentätigkeit. 1861 wurde Sardinien und damit Orosei Teil Italiens.
Die Wirtschaft war bis vor wenigen Jahrzehnten hauptsächlich landwirtschaftlich ausgerichtet. Das regelmäßig überschwemmte Ackerland im Mündungsdelta des Cedrino lieferte dafür ungewöhnlich fruchtbaren, leicht zu bewässernden Boden. Seit in den 1950er Jahren der Marmor- und Granitabbau begann, entwickelte sich auch eine Industrie, die qualitativ hochwertiges Gestein weltweit exportiert. Ab 1970 begann auch die touristische Entwicklung, so dass die Wirtschaft Oroseis auf drei Säulen ruht.

## Sehenswürdigkeiten
Orosei gehört zum Nationalpark Gennargentu und Golf von Orosei, dessen Schutzgebiet sowohl Gebirgs- als auch Küstenzonen umfasst. Besonders bekannt sind die Strände von Osalla und Cala Liberotto, Sas Linnas Siccas, Cala Ginepro, Sa Mattanosa und Bidderosa.

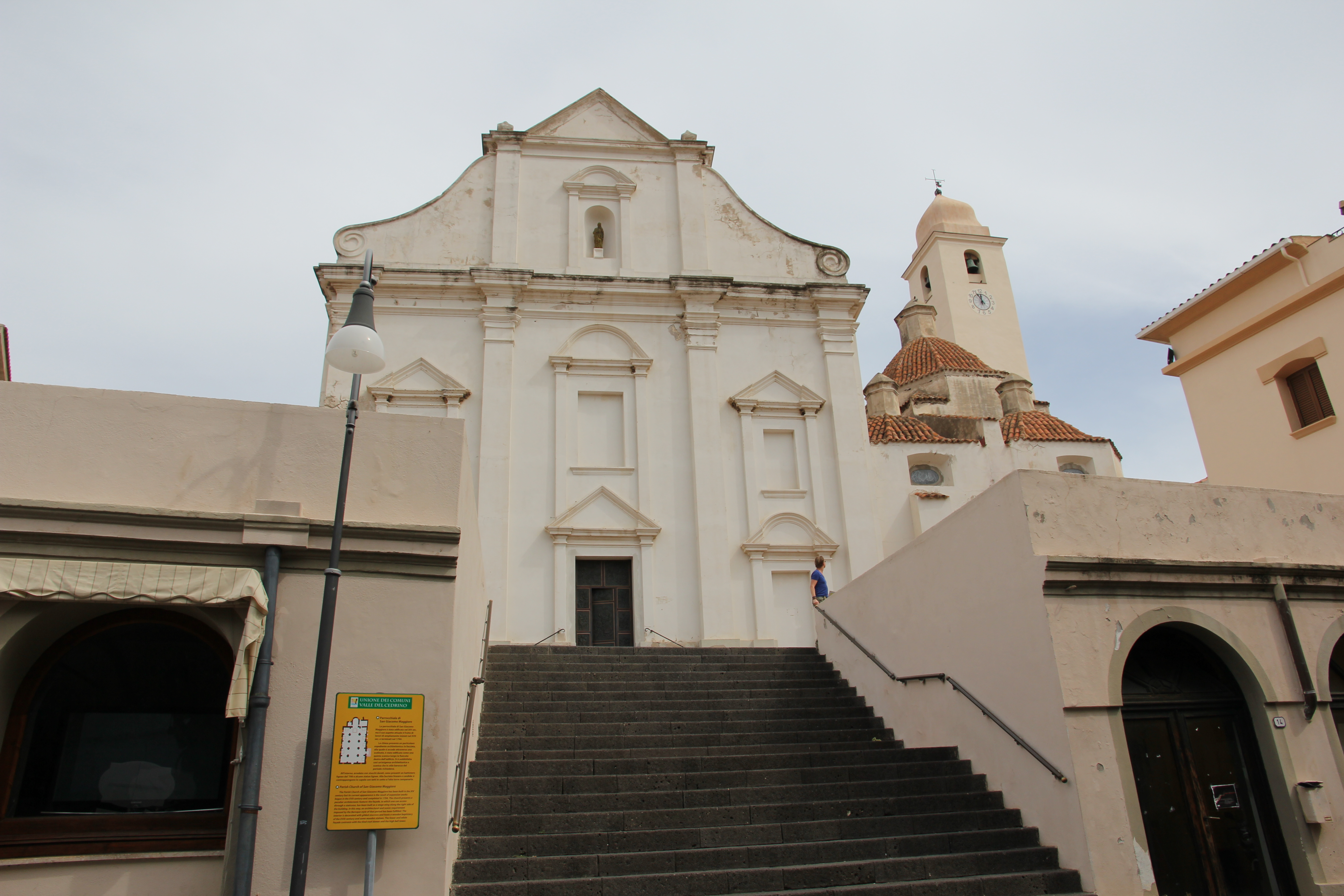
Chiesa di San Giacomo
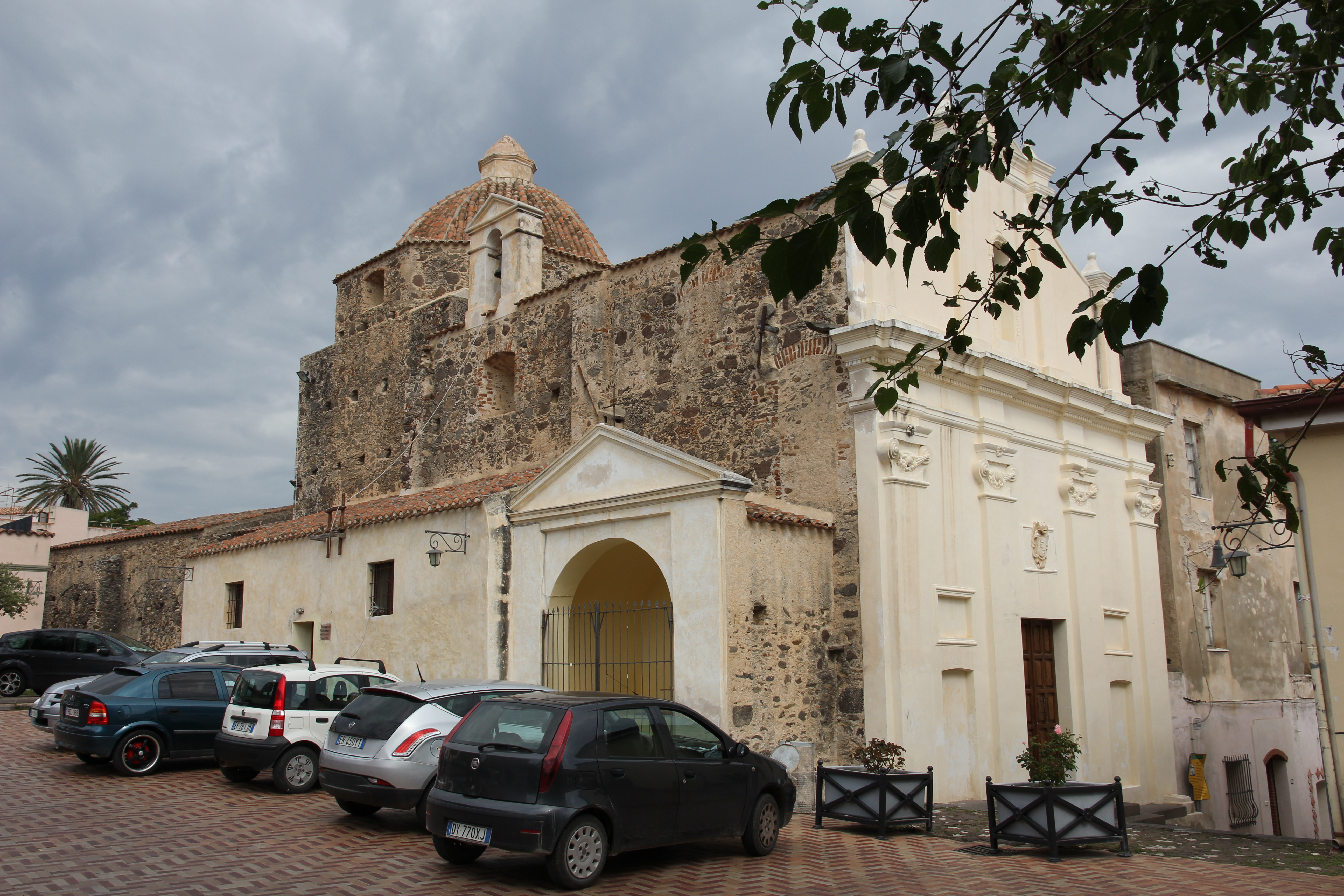
Chiesa delle Anime
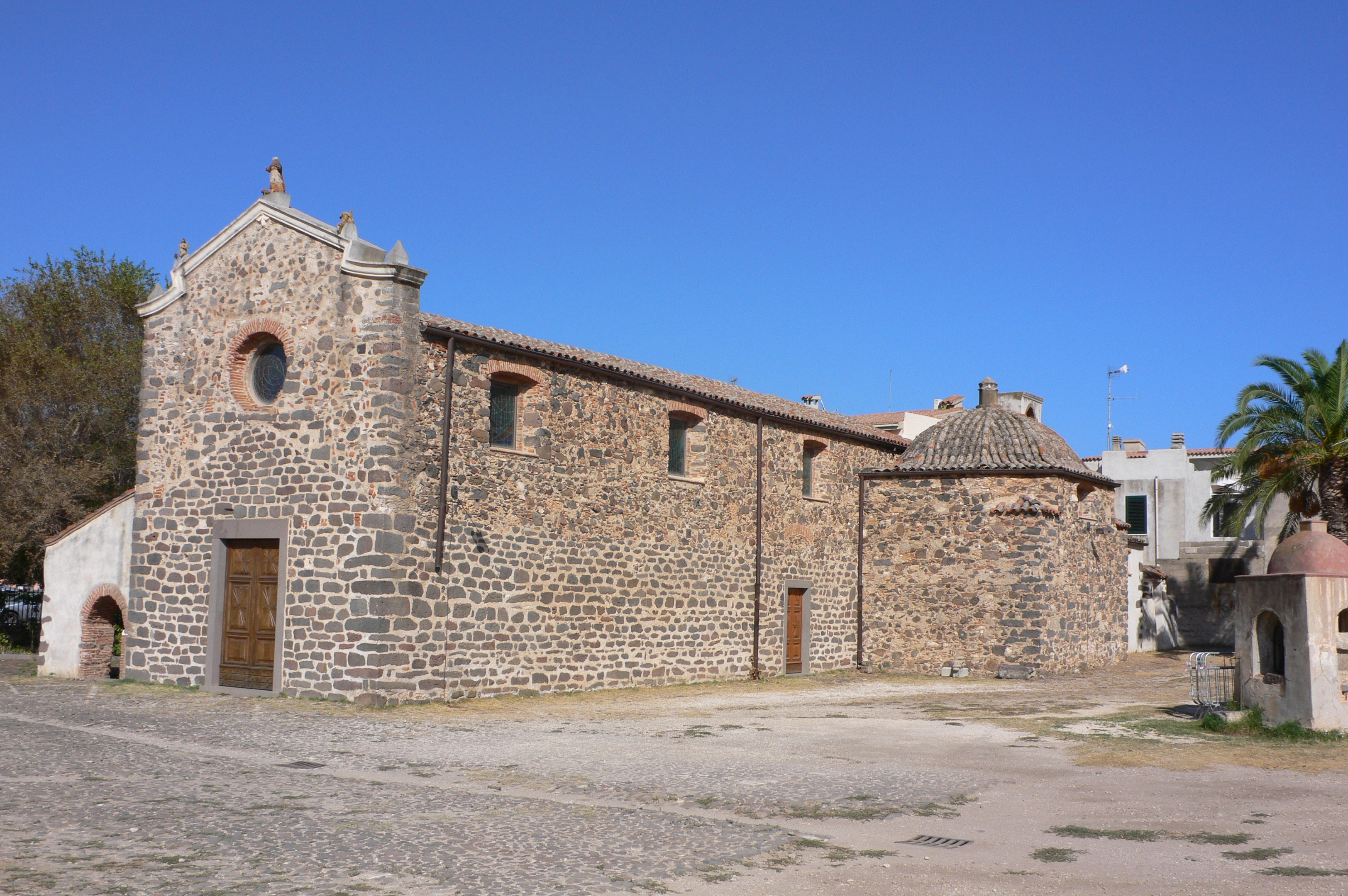
Chiesa di Sant’ Antonio Abate
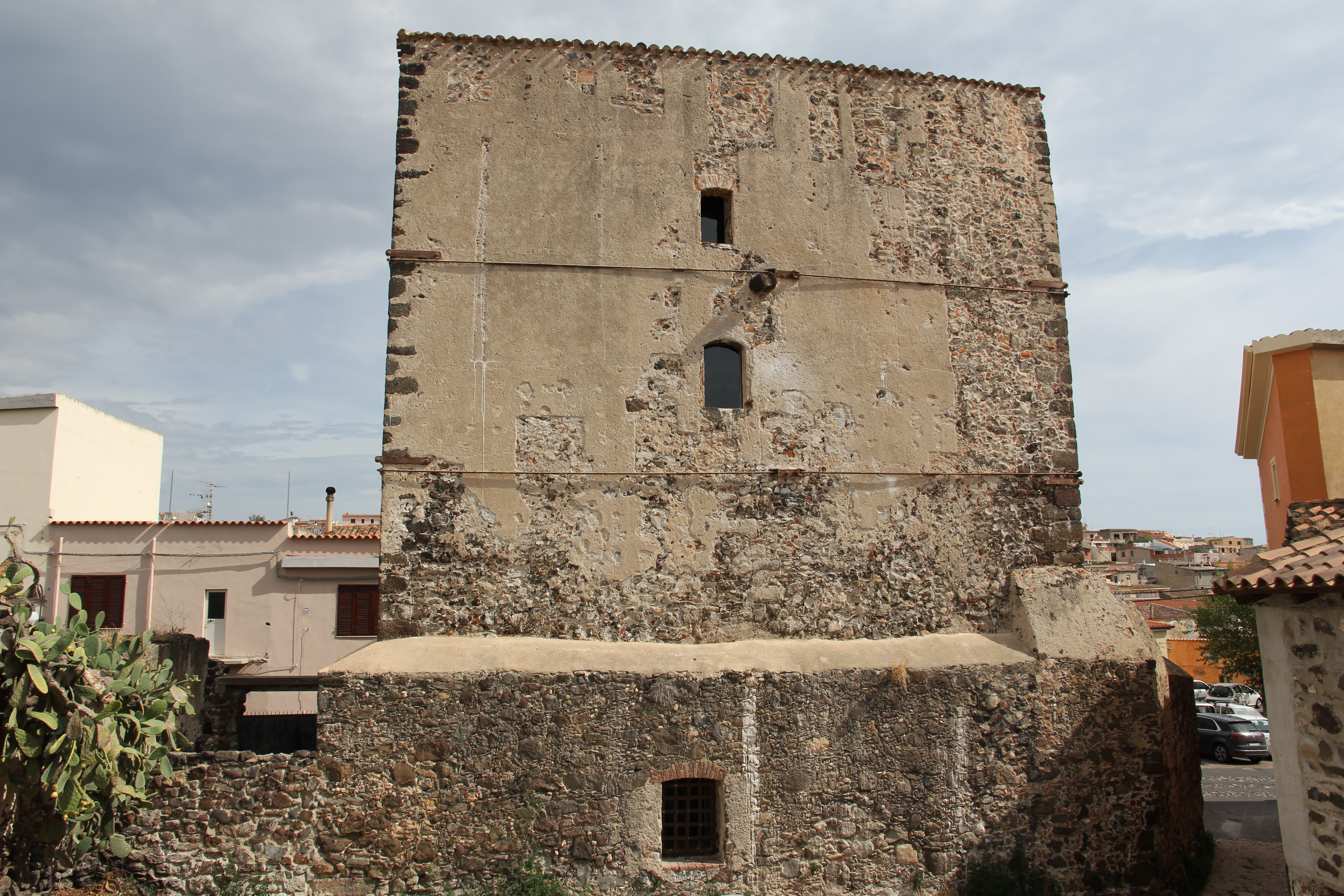
Prigione vecchia, Altes Gefängnis
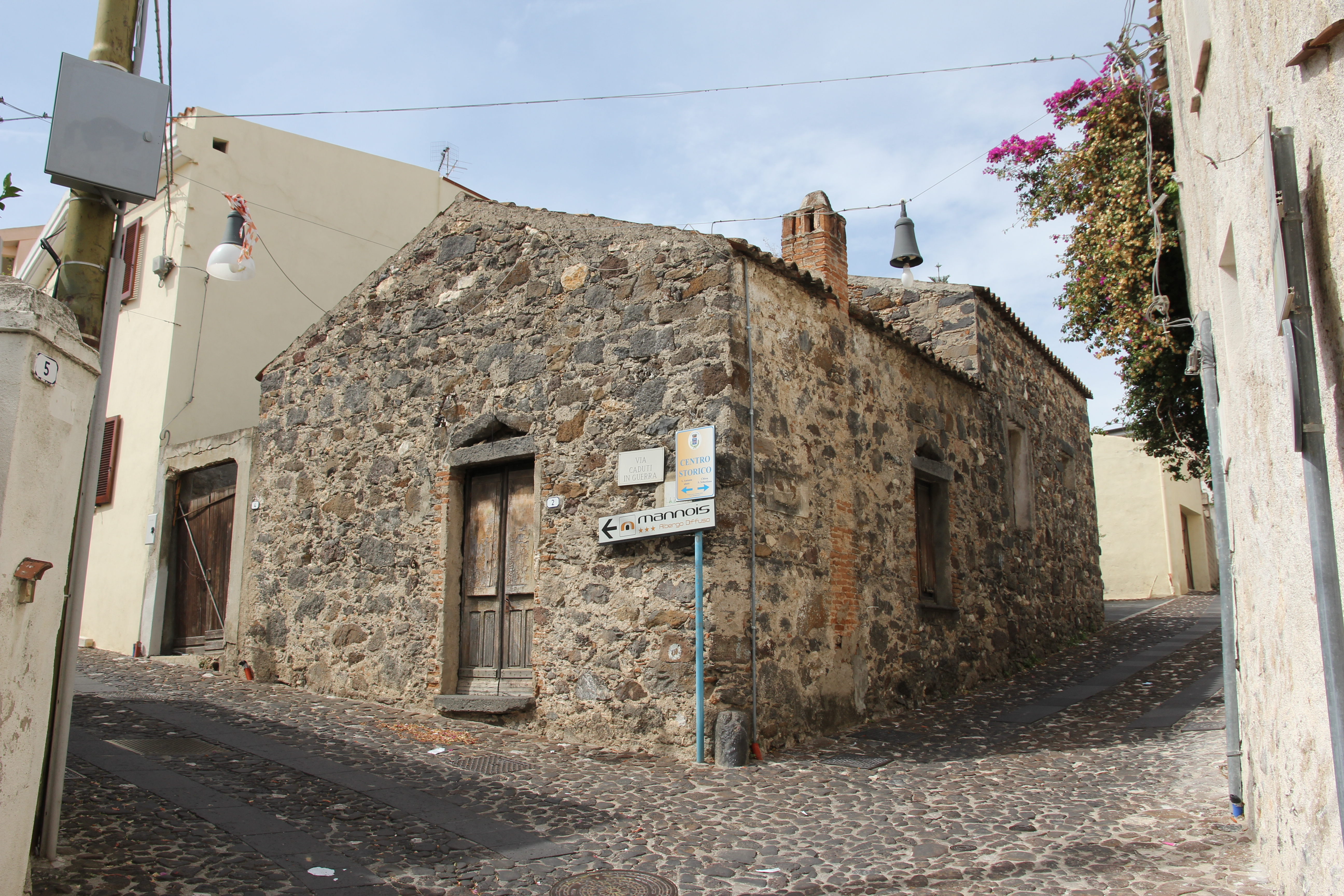
In der Altstadt
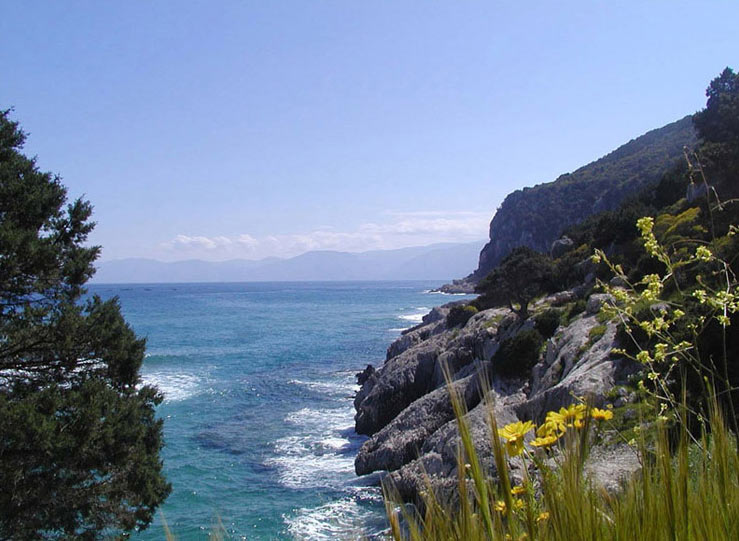
Die Küste des Golfo di Orosei nahe Orosei
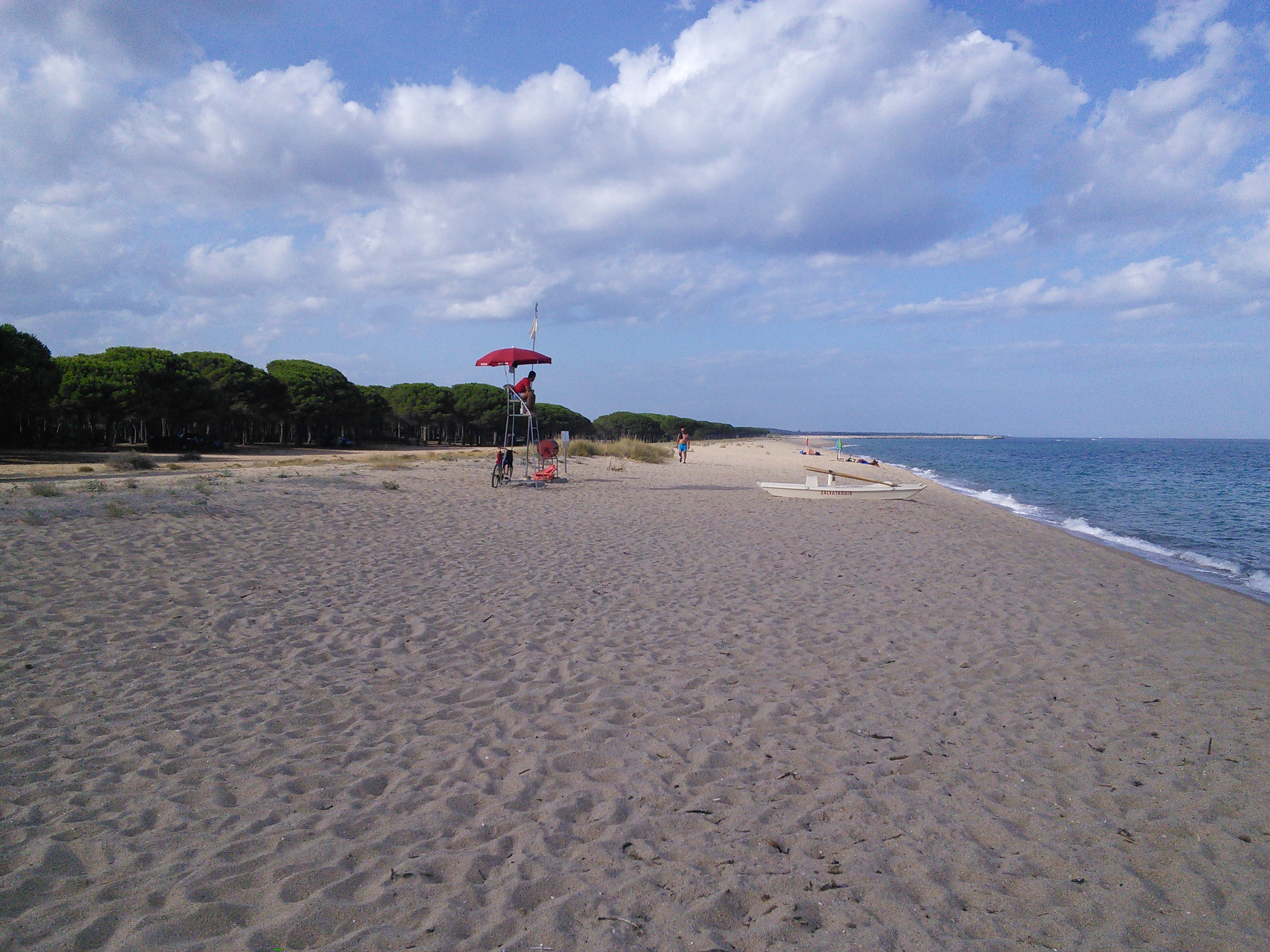
Strand bei Marina di Orosei
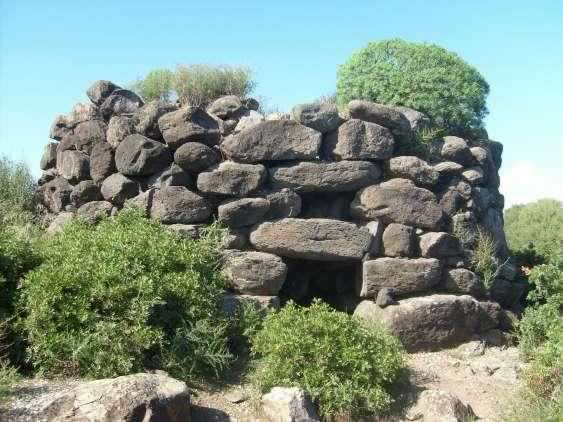
Nuraghe Gulunie

## Städtepartnerschaften
Orosei listet folgende zwei Partnerstädte auf:
| Stadt              | Land                      | seit |
| ------------------ | ------------------------- | ---- |
| Marsciano          | Umbrien, Italien          | 1985 |
| Tremblay-en-France | Île-de-France, Frankreich | 1985 |